# Lei Kit Meng
Lei Kit Meng (Macau 30 december 1967) is een autocoureur uit Macau.
Lei nam in 1998 deel aan twee races van het Britse Formule 3-kampioenschap voor het team Carlin Motorsport. Tussen 2000 en 2007 nam hij ook elk jaar deel aan de races in de Formule 3 van de Grand Prix van Macau, waarbij een tiende plaats voor Fortec Motorsport in 2001 zijn beste resultaat was. Hij nam in 2006 deel aan het toen nog Aziatische Formule 3-kampioenschap.
Lei is de eigenaar van het RPM Racing Team, dat deelneemt aan touring car races in Azië. Het team deed in 2008 een poging om deel te nemen aan hun thuisrace op het Circuito da Guia in het World Touring Car Championship. Lei reed in een Toyota Altezza en Joseph Rosa Merszei in een Honda Civic Type R, maar ze mochten niet deelnemen omdat hun auto's aan de technische keuring voldeden. Ze hebben nog wel met de testsessies meegereden, omdat hun auto's op dat moment nog niet waren gekeurd. Het RPM Racing Team ging in het WTCC seizoen 2009 samenwerken met China Dragon Racing, zodat Lei alsnog zijn debuut in de WTCC kon maken. Het was voor hem een thuisrace, hij reed in een BMW 320si en eindigde de races als 21e en 19e, waardoor hij geen punten won.